# Aldersrente
Aldersrente er et begreb brugt i Danmark om en statslig overførselsindkomst indført i 1922, der skulle støtte borgere i deres alderdom. Aldersrenten var en ved lov fastsat ydelse til borgere over 65 år under en vis indtægt. Den var dermed en forløber for folkepensionen.

## Historie
Aldersrenten blev vedtaget i rigsdagen, da der var en Venstreregering under Niels Neergaard, og loven kaldes derfor ofte Venstres lille socialreform, skønt flere af Venstres folk var utilfredse og snarere ønskede en socialforsikring, da de frygtede, at aldersrenten ville fjerne motivationen for arbejde.
Alderdomsunderstøttelsesloven der blev vedtaget i 1891, indeholdt ikke konkrete regler for hvor store beløb kommunerne skulle udbetale. Kommunen skulle dække halvdelen af udgiften og staten den anden halvdel.
Man havde ret til at modtage aldersrenten alt efter størrelsen af eventuelle andre indtægter. Aldersrenten afløste den tidligere aldersunderstøttelse gennem fattigvæsenet. I den tidligere ordning blev de gamles behov fastsat ved et skøn.
I 1930 anslog Frederik Zeuthen at omkring halvdelen af alle enlige og par over 65 levede helt eller delvis af aldersrenten, idet han deltog i 1½ års revisionsarbejde af aldersrenten i Socialministeriet omkring 1929. De samlede udgifter til aldersrenten var da på 60 millioner kr. 
I 1946-47 blev aldersgrænsen for at modtage aldersrente sat op fra 60 til 65 år. Samtidig forhøjedes satsen med 20 procent for borgere i hovedstaden og en del mere for borgere i landdistrikterne, hvor den kun var 2/3 af satsen i København.
Aldersrenten fortsatte indtil indførslen af folkepensionen i 1956, der til forskel fra aldersrenten var for alle borgere.

## Fodnoter
1. ↑  "Frederik Zeuthen (1930): Aldersrentens størrelse. Nationaløkonomisk Tidsskrift, Bind 3. række, 38. Hentet 23. marts 2014". Arkiveret fra originalen 23. marts 2014. Hentet 23. marts 2014.
2. ↑  Wøllekær, Johnny. Den Store Danske: "aldersrente". Udgivet af Gyldendal. Sidst opdateret: 28.1.2009. – Besøgt d. 5.1.2012.
3. ↑  Andersen, Lars; Branner, Hans; Feldstein, Lene; Hastrup, Kirsten; Nielsen, Morten Wither Bülow; Roslyng-Jensen, Palle; Seidelin, Michael. Fra verdenskrig til velfærd (1. udgave), Nordisk Forlag A/S 2006, København, 51. ISBN 978-87-02-01328-3.
4. ↑  Scocozza, Benito og Grethe Jensen, Politikens Etbinds Danmarkshistorie (3. opdaterede udgave), Politikens Forlag, ISBN 978-87-567-8135-0